# Vallathol Narayana Menon

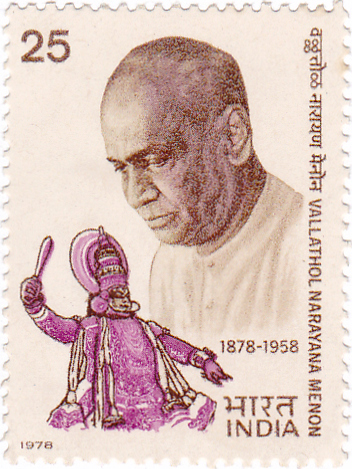
Selo comemorativo

Vallathol Narayana Menon (16 de outubro de 1879 - 13 de março de 1958) foi um poeta da língua malaiala, falada no estado de Kerala, no sul da Índia. Ele foi um dos poetas triunvirados do Malayalam moderno, junto com Kumaran Asan e Ulloor S. Parameswara Iyer. O honorífico Mahakavi (português: "grande poeta") foi aplicado a ele em 1913, após a publicação de seu Mahakavya Chitrayogam. Ele era um poeta nacionalista e escreveu uma série de poemas sobre vários aspectos do movimento de liberdade indiano. Ele também escreveu contra a restrição de castas, tiranias e ortodoxias. Ele fundou a Kerala Kalamandalam e é creditado por revitalizar a forma de dança tradicional Keralite conhecida como Kathakali.

## Juventude
Vallathol nasceu em Chennara, Mangalam, Tirur, no distrito de Malappuram, Kerala, como filho de Kadungotte Mallisseri Damodaran Elayathu e Kuttipparu Amma. Ele não recebeu nenhuma educação formal, mas foi treinado na língua sânscrita, primeiro com o estudioso de sânscrito Variyam Parambil Kunjan Nair e depois com seu próprio tio Ramunni Menon, que o introduziu no mundo da poesia sânscrita. Ramunni Menon também lhe ensinou Ashtanga Hridayam, um tratado médico, e o jovem Narayana Menon logo começou a ajudar seu tio na prática médica e no ensino. Ele também treinou por um ano com Parakkulam Subrahmanya Sastri e Kaikkulangara Rama Variar em filosofia e lógica. Ele se casou com Vanneri Chittazhiveettil Madhavi Amma em novembro de 1901 e mudou para Thrissur, a capital cultural de Kerala. Ele trabalhou como gerente na Kalpadrumam Press em Thrissur de 1905 a 1910. Durante este período, sua audição começou a se deteriorar. A partir de 1915, ele começou a trabalhar no jornal Keralodayam e mais tarde ingressou no Amrit Ritesh, um jornal publicado em Thrissur.

## Poesia
Ele começou a escrever poemas com a idade de doze anos. Kiratha Satakam e Vyasavataram foram seus primeiros trabalhos publicados. Ele ganhou o prêmio de poesia da revista Bhashaposhini em 1894. Seus poemas começaram a aparecer nas revistas Bhashaposhini, Kerala Sanchari e Vijnana Chintaman. Seus primeiros grandes empreendimentos literários era uma versão de Valmiki de Ramayana em Malayalam, o trabalho de que começou em 1905 e levou dois anos para ser concluído. Ao contrário de alguns de seus contemporâneos, Vallathol não tinha nenhum conhecimento da língua inglesa. Ele ganhou o título de Mahakavi após a publicação da Mahakavya Chitrayogam em 1913. Chitrayogam se conformava com todos os princípios de um Mahakavya tradicional e foi dividido em 18 Sargas. A história de Chandrasena e Taravali, retirada de Kathasaritsagara, foi o tema desta obra de poesia. Vallathol retratou o protesto de Parvati contra Siva na obra Gangapati (1913) e de Usha desafiando seu pai por causa de seu amor em Bandhanasthanaya Anirudhan (1914). Em 1917, foi publicado o primeiro de seus onze volumes, Sahitya Manjari (Um Buquê de Literatura). Esses volumes, publicados de 1917 a 1970, contêm sua coleção de pequenos poemas românticos que tratam de uma variedade de temas. Muitos desses poemas apareceram anteriormente na revista Kavanakaumudi de PV Krishna Variar. Seu khanda kavya sobre Maria Madalena, intitulado Magdalana Mariam, abriu o caminho para uma nova tradição de simbolismo cristão em Malayalam. A própria luta do poeta contra a surdez a partir de seus vinte e poucos anos aparece na obra Badhiravilapam. Outros famosos poemas curtos de Vallathol incluem Sishyanum Makanum, Virasinkala, Achanum Makalum, Divaswapnam e Ente Gurukulam.
Além de temas da natureza e da vida das pessoas comuns, a oposição de Vallathol às indignidades do sistema de castas e às injustiças sofridas pelos pobres constituem o tema de muitos de seus poemas. Ele também é considerado o maior poeta nacionalista da língua. Ele foi um dos poetas triunvirados do Malayalam moderno, junto com Kumaran Asan e Ulloor S. Parameswara Iyer. Crítico literário Karimpumannil Mathai George observou que, junto com Kumaran Asan, Vallathol foi "responsável por provocar uma mudança revolucionária na poesia malaiala nos anos 1919-1920. Asan se concentrou em temas sociais e Vallathol defendeu o movimento nacional; ainda assim, ambos fizeram contribuições muito significativas para o khandkavya, ou seja: o poema curto do tipo lírico".
Ele foi premiado com o título de Padma Bhushan o terceiro maior prêmio civil da Índia, em 1954.

## Kathakali
Vallathol é creditado por revitalizar a forma de dança tradicional Keralite conhecida como Kathakali. Ele desempenhou um papel importante na criação do Kerala Kalamandalam em Cheruthuruthy, perto das margens do rio Bharathapuzha. O renascimento da arte de Kathakali no Kerala moderno deveu-se principalmente aos esforços de Vallathol e do Kalamandalam de Kerala. Ele estimulou o interesse do mundo por esta arte durante suas viagens ao exterior entre 1950 e 1953.

## Envolvimento no movimento nacionalista
Vallathol foi um poeta nacionalista que escreveu na língua malaiala. Ele participou ativamente do movimento nacionalista. Ele participou de todas as Conferências da Índia do Congresso Indiano em 1922 e 1927 e rejeitou uma honra real concedida a ele pelo Príncipe de Gales durante sua visita à Índia em 1922. Vallathol permaneceu um grande admirador de Mahatma Gandhi e escreveu o poema "Ente Gurunathan" ("Meu Grande Mestre") em seu louvor. Ao mesmo tempo, ele se sentiu atraído pela ideologia comunista e escreveu poemas elogiando as conquistas da União Soviética. Ele escreveu vários poemas patrióticos saudando o movimento nacionalista da Índia.

## Trabalhos
- Abhivadyam
- Achanum Makalum
- Allah
- Badhiravilapam
- Bandhanasthanaya Anirudhan
- Bapuji
- Bhaval Sthotramala
- Chitrayogam
- Dandakaranyam
- Divaswapnam
- Ente Gurunathan
- Indiayude Karachil
- Kavya Manjusha
- Kochu Seetha
- Magdalana Mariyam[14]
- Naagila
- Oru Kunju Athava Rugminiyude Pashchathapam
- Onapputava
- Oushadhaharanam
- Patmadalam
- Paralokam
- Randaksharam
- Rakshasakrithyam Kilippattu
- Ritu Vilasam
- Russiayil
- Saranamayyappa
- Sishyanum Makanum
- Sahitya Manjari – 11 Volumes
- Sthree
- Vallathol Sudha — Two Volumes
- Vallatholinte Khandakavyangal
- Vallatholinte Padyakrithikal
- Vilasa Lathika
- Vishukkani
- Veera Sringala
- Arogya Chinthamani (Health)
- Garbha Chikitsakramam (Health)
- Granthaviharam (Study)
- Prasanga Vediyil (Speech)
- Vallatholinte Granthaniroopanangalum Prasangalum (Study)
- Vallathol Kathukal (Letters)
- Vallathol Samagrapatanam (Study)